# Lâu đài ở Pilica
Lâu đài ở Pilica (tiếng Ba Lan: Zamek w Pilicy), còn gọi là cung điện, là một lâu đài nằm ở vùng cao Kraków-Częstochowa, thuộc địa phận thành phố Pilica, tỉnh Śląskie, Ba Lan. 

## Lịch sử
Vào năm 1569, gia đình Padniewski mua lại Pilica từ gia đình Pilecki. Vào khoảng năm 1610, Wojciech Padniewski cho dựng lên một cung điện theo phong cách Ý và rời lâu đài ở Smoleń đến sống ở cung điện này. Người chủ tiếp theo là Jerzy Zbaraski đã hoàn thành việc xây dựng cung điện.
Cung điện này sau đó thuộc về Konstanty Wiśniowiecki. Vào năm 1636, con gái ông là Helena kết hôn với Stanisław Warszycki, và cung điện ở Pilica trở thành của hồi môn trong cuộc hôn nhân này. Stanisław Warszycki đã chuyển đổi cung điện thành lâu đài. Ông cũng cho xây dựng nhiều công sự khổng lồ bao quanh lâu đài vào năm 1651. Tuy nhiên, bốn năm sau, trong trận Đại hồng thủy, quân đội Thụy Điển thành công chiếm đóng quần thể lâu đài này một thời gian ngắn. Năm mươi năm sau, họ một lần nữa chiếm được lâu đài.
Vào năm 1731, vợ góa của Hoàng tử Konstanty Sobieski là Maria Sobieska xứ Wessel đã mua lại lâu đài và tái thiết lâu đài theo phong cách kiến trúc Baroque. Lâu đài này sau đó lần lượt trở thành tài sản của Teodor Wessel từ năm 1753 và Krystyn August Moes từ năm 1852. 
Một trận hỏa hoạn xảy ra đã làm cháy rụi lâu đài. Leon Epstein mua lại tàn tích này vào năm 1874 và tiến hành cải tạo theo phong cách tân Phục hưng.
Lâu đài trở thành trụ sở của một trại trẻ mồ côi dành cho các bé gái từ năm 1945 và sau đó làm cơ sở cải huấn dành cho thanh thiếu niên trong thập niên 1980.